# ヴェリッシモ・コレイア・セアブラ
ヴェリッシモ・コレイア・セアブラ（Veríssimo Correia Seabra、1947年2月16日 – 2004年10月6日）はギニアビサウの軍人。ビサウ出身。2003年9月14日にクンバ・ヤラ大統領を退陣させたクーデターを主導したことで知られる。